# Kid Galahad (boxe anglaise, 1990)
Pour les articles homonymes, voir Kid Galahad.
Kid Galahad, de son vrai nom 	Abdul-Bari Awad, est un boxeur britannique né le 3 mars 1990 à Doha.

## Carrière
Passé professionnel en 2009, il devient champion britannique des poids super-coqs en 2013 puis champion d'Europe EBU en 2014. Suspendu 2 ans pour dopage en 2015, il reprend sa carrière de boxeur dans la catégorie poids plumes et obtient un combat contre le champion du monde IBF de la catégorie, Josh Warrington, le 15 juin 2019 mais perd aux points par décision partagée des juges. 
Le 7 août 2021, Kid Galahad a une seconde opportunité de remporter ce titre, laissé vacant par Warrington en janvier, en affrontant James Dickens. Il s'impose cette fois par abandon à l'issue de la 11e reprise. Il est en revanche battu par l'Espagnol Kiko Martinez le 13 novembre 2021 par arrêt de l'arbitre au 6e.